# ولاية أنهالت الحرة
ولاية أنهالت الحرة (بالألمانية: Freistaat Anhalt) هي ولاية تشكلت بعد تنازل دوق أنهالت يواخيم إرنست عن منصبه بتاريخ 12 نوفمبر عام 1918، وهو ما أنهى دوقية أنهالت. وأصبحت أنهالت ولاية ألمانية خلال حقبة جمهورية فايمار. وبلغت مساحة الولاية 2299 كم2 ووصل عدد سكانها إلى 351,045 نسمة عام 1925.
تمكن الحزب النازي من الوصول إلى سدة الحكم في أنهالت خلال شهر مايو من عام 1932، وألغت الحكومة النازية الاتحادية أنهالت بحكم الأمر الواقع بعد وصولها للسلطة على المستوى الاتحادي عام 1933، وبذلك أصبحت جزء من جاو ماغديبورغ-أنهالت. وبلغت مساحتها في شهر مايو من عام 1939 خلال الحقبة النازية 2314 كم2 ووصل عدد سكانها إلى 436,213 نسمة.
دُمِجت أنهالت مع قسم كبير من مقاطعة ساكسونيا البروسية لتشكل ولاية ساكسونيا أنهالت التي أدارها السوفييت وذلك عقب نهاية الحرب العالمية الثانية حين قسم الحلفاء ألمانيا إلى ثلاث مناطق احتلال. وحلت هذه الولاية عام 1952، واستعيدت عام 1990 بعدما طرأت عليها تغيرات جديدة بعد إعادة توحيد ألمانيا.

## التاريخ
أصبحت دوقية أنهالت جمهورية بتاريخ 12 نوفمبر عام 1918 حيث تنازل الأمير الوصي آريبرت عن العرش بعد اندلاع مظاهرات باسم كل من ابن أخيه القاصر الدوق يواخيم إرنست وكامل عائلة أنهالت الأميرية. وتبع تنازل آربيرت عن الحكم تشكيل مجلس عمال في ديساو برئاسة العمدة فريتز هس بتاريخ 9 نوفمبر عام 1918. وتشكلت يوم 14 نوفمبر حكومة مؤقتة تألفت من الحزب الديمقراطي الاجتماعي والحزب الديمقراطي الألماني برئاسة برئاسة فولفغانغ هاين (من الحزب الديمقراطي الاجتماعي).
حصل الحزب الديمقراطي الاجتماعي على الغالبية المطلقة بنسبة 58.03% من الأصوات في انتخابات في الاجتماع التأسيسي (الدستوري) التي عقدت بتاريخ 15 ديسمبر عام 1918، ولكن واصل الحزب تحالفه مع الحزب الديمقراطي الألماني. واعتمد دستور أنهالت الذي وضعت مسودته الجمعية يوم 18 يوليو عام 1919.
فاز الحزب النازي بـ15 مقعد (وكانت ستة منها في ديساو) في انتخابات الولاية التي أجريت في 24 أبريل عام 1932، ليصبح أقوى حزب على مستوى الولاية. وانتخب ألفريد فرايبرغ من الحزب النازي في منصب رئيس وزراء الولاية يوم 21 مايو على رأس تحالف أقيم بين الحزب النازي وحزب الشعب الوطني بمساعدة القانون المدني. كان فرايبرغ أول رئيس وزراء ولاية من الحزب النازي في ألمانيا. وخلال تلك الفترة اضطرت الباوهاوس في مدينة ديساو إلى التوقف عن التدريس.
فقدت جميع ولايات الرايخ الألماني استقلاليتها بحكم الأمر الواقع بعد صدور القانون المؤقت حول انتظام البلدان مع الرايخ بتاريخ 31 مارس عام 1933. ونُقِلت جميع الحقوق السيادية التي تمتعت بها الولايات للنظام النازي بعد صدور قانون إعادة بناء الرايخ يوم 30 يناير عام 1934. وانتقلت أنهالت من ولاية حرة لتصبح تابعة.
خسرت أنهالت استقلالها بعد الحرب العالمية الثانية وضُمت إلى مقاطعة ساكسونيا البروسية السابقة في 20 أكتوبر عام 1946، لتشكل مقاطعة ساكسونيا أنهالت.
أدت إصلاحات التقسيم الإداري بولاية ساكسونيا أنهالت والتي أُجريت بعد إعادة توحيد ألمانيا عام 1994 إلى إقامة مقاطعة أنهالت تسيربست لذلك فقد ظلت تسمية «أنهالت» التاريخية موجودة ليس في اسم الولاية وحسب بل وفي أسماء الدوائر أيضاً، وفي إصلاح على التقسيم الإداري للولاية أُجري عام 2007، دُمِجت مقاطعة أنهالت تسيربست وضُمّت إلى مقاطعة أنهالت بيترفيلد التي أُحدِثت بتاريخ 1 يوليو 2007، لتظل تسمية «أنهالت» باقيةً في اسم المقاطعة الجديد (وذلك بالرغم من عدم انتماء أجزاء من مقاطعة بيترفيلد إلى أراضي أنهالت التاريخية).

## رؤساء وزراء أنهالت

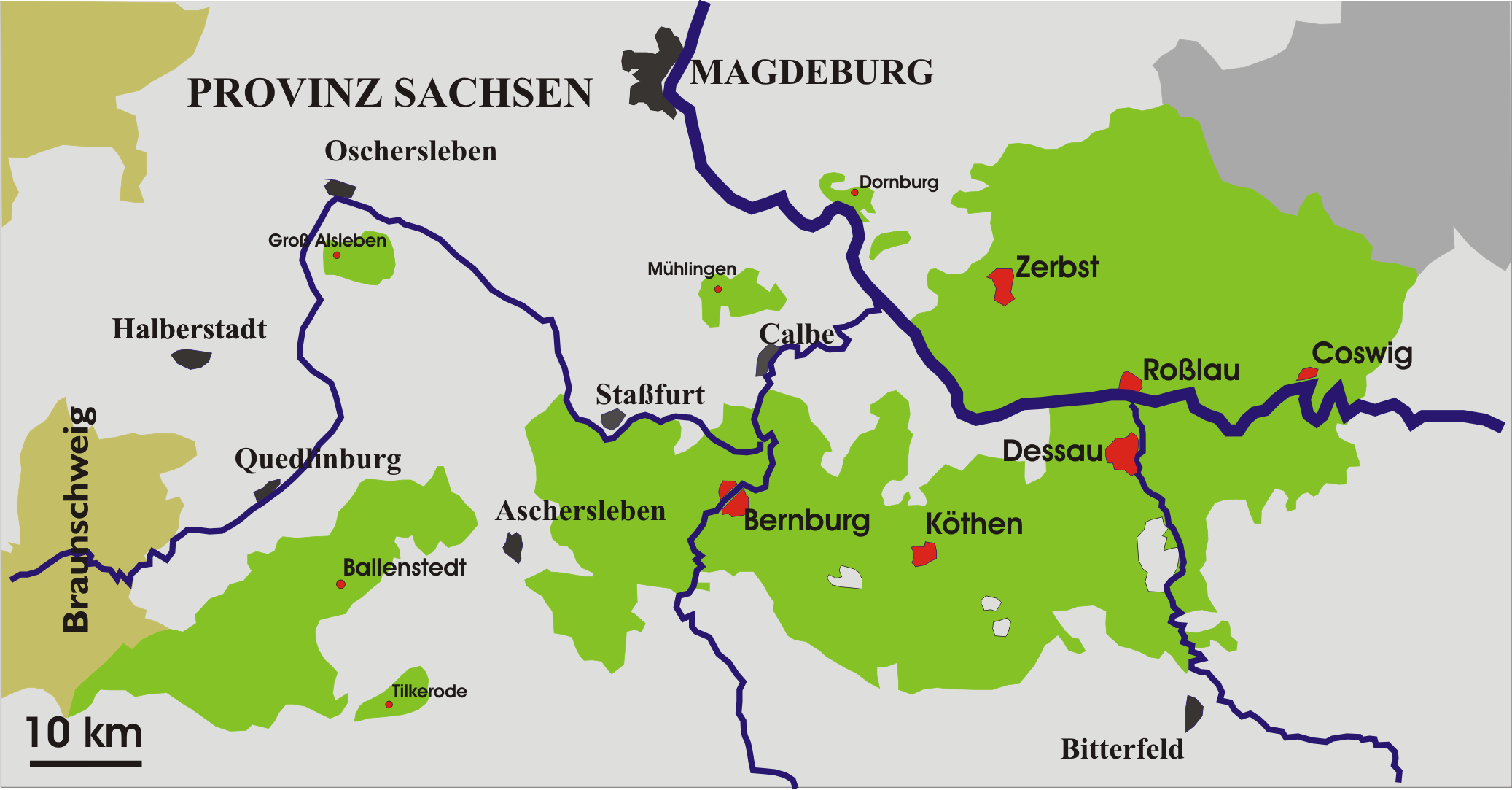
خريطة أكثر تفصيلاً لأنهالت.

- 1918-1919: فولفغانغ هاين (الحزب الديمقراطي الاجتماعي)
- 1919-1924: هاينريش دايست (الحزب الديمقراطي الاجتماعي)
- 1924-1924: فيلي كنور (حزب الشعب الوطني)
- 1924-1932: هاينريش دايست (الحزب الديمقراطي الاجتماعي)
- 1932-1940: ألفريد فرايبرغ (الحزب النازي، ولكنه لم يكن قائد فرع المنطقة الحزبي لماغديبورغ-أنهالت)
- 1940-1945: رودولف يوردان (الحزب النازي، كان قائد فرع المنطقة الحزبي لماغديبورغ-أنهالت)

### منصب حاكم النِطَاق
شغِل منصب حاكم النِطَاق (Reichsstatthalter) لولايتي أنهالت وبرونزفيك السابقتان (ومقرها يقع في ديساو):
- 1933-1935: فيلهلم لوبر
- 1935-1937: فريتز زاوكل
- 1937-1945: رودولف يوردان

## رؤساء البرلمان
- 1918-1928: هاينريش بيوس (الحزب الديمقراطي الاجتماعي)
- 1928-1932: ريشارد باولك (الحزب الديمقراطي الاجتماعي)
- 1932-1933: فولفغانغ نيكولاي (الحزب النازي)

## وصلات خارجية
- معلومات إحصائية (بالألمانية)

- معلومات تاريخية (بالألمانية)